# Justicia latispica
Justicia latispica är en akantusväxtart som först beskrevs av Benjamin Clarke, och fick sitt nu gällande namn av James Sykes Gamble. Justicia latispica ingår i släktet Justicia och familjen akantusväxter. Inga underarter finns listade i Catalogue of Life.